# Rhathymoscelis wheeleri
Rhathymoscelis wheeleri är en skalbaggsart som beskrevs av Lane 1974. Rhathymoscelis wheeleri ingår i släktet Rhathymoscelis och familjen långhorningar.
Artens utbredningsområde är Guyana. Inga underarter finns listade i Catalogue of Life.